# Seminemacheilus lendlii
Seminemacheilus lendlii é uma espécie de peixe actinopterígeo da família Balitoridae.
Apenas pode ser encontrada na Turquia.